# Locmariaquer
Locmariaquer település Franciaországban, Morbihan megyében. Lakosainak száma 1567 fő (2022. január 1.). Locmariaquer Crac’h és Saint-Philibert községekkel határos.

## Népesség
A település népességének változása:
| Lakosok száma | 1265 | 1278 | 1309 | 1598 | 1581 | 1565 | 1566 | 1552 | 1545 | 1567 |
|               | 1968 | 1982 | 1990 | 2006 | 2013 | 2015 | 2017 | 2019 | 2020 | 2022 |